# الخطوط الجوية السنغالية
مجموعة الخطوط الجوية السنغالية (بالفرنسية: Sénégal Compagnies Aériennes)‏ كانت شركة طيران سنغالية يتكون أغلب رأسمالها من مساهمين خواص، وكانت تُعتبر بمثابة شركة الطيران الوطنية لدولة السنغال.

## تاريخ
عام 2009: بدأت الشركة عملياتها بعد توقف شركة السنغالية الدولية للطيران.
في 12 أبريل 2016: أعلنت الحكومة السنغالية بأن السنغال للطيران ستوقف جميع عملياتها بشكل رسمي، بسبب تراكم ديون الشركة منذ إنشائها والتي وصلت إلى 172 مليون دولار أمريكي.

## الأسطول
كانت السنغال للطيران تستخدم أسطولاً مُكونا من أربعة طائرات:
- طائرتين من نوع إيرباص إيه 320.
- طائرتين من نوع بومباردييه داش 8.

## حوادث
لم تسجل الشركة أي حوادث.